# Doutrinas dos cristadelfianos
Os cristadelfianos seguem algumas doutrinas que são descritas abaixo.

## Autoridade
A única autoridade para os cristadelfianos é a Bíblia. Os cristadelfianos não aceitam quaisquer outros textos como inspirados por Deus. Fomentam o gosto pela leitura e estudo da Bíblia pessoais. Os cristadelfianos acreditam que toda a Bíblia é de relevância para os crentes(O Antigo Testamento e O Novo testamento) 2 Timóteo 3:16,17.
Não têm hierarquia, todos são irmãos e irmãs, nas eclésias as várias funções são atribuídas por um acto democrático e são rotativas.

## Deus
Só existe um Deus, Javé, o único que tem imortalidade, e que habita em luz inacessível nos céus (1 Timóteo 6:16).

## Jesus Cristo
É o filho de Deus, e só pré-existiu nos planos de Deus. Veio "na carne", a mesma natureza existente em toda a humanidade. Através do seu sacrifício redentor abriu as portas da salvação para todos o que o aceitarem e fizerem a vontade de Javé.

### Jesus voltará à terra para estabelecer o Reino
Os cristadelfianos acreditam que Jesus irá regressar ao planeta Terra para estabelecer o Reino de Deus que foi prometido aos fiéis.
Algumas passagem Bíblicas usadas pelos Cristadelfianos para defender a sua posição
- Atos 1:9–11 - "Ditas estas palavras, foi Jesus elevado às alturas, à vista deles, e uma nuvem o encobriu dos seus olhos. E, estando eles com os olhos fitos no céu, enquanto Jesus subia, eis que dois varões vestidos de branco se puseram ao lado deles e lhes disseram: Varões galileus, por que estais olhando para as alturas? Esse Jesus que dentre vós foi assunto ao céu virá do modo como o vistes subir."
- Zacarias 14:4 -  "Naquele dia, estarão os seus pés sobre o monte das Oliveiras, que está defronte de Jerusalém para o oriente;"
- Apocalipse 1:7 - "Eis que vem com as nuvens, e todo olho o verá, até quantos o traspassaram. E todas as tribos da terra se lamentarão sobre ele. Certamente. Amém!"

Jesus reinará desde Sião/Jerusalém, o Trono de David ficava nessa cidade: O anjo Gabriel disse a Maria:
- Lucas 1:32–33 - "Este será grande e será chamado Filho do Altíssimo; Deus, o Senhor, lhe dará o trono de Davi, seu pai; ele reinará para sempre sobre a casa de Jacó, e o seu reinado não terá fim."

Jesus alertou os seus seguidores:
- Mateus 24:23 30: - "Então, se alguém vos disser: Eis aqui o Cristo! Ou: Ei-lo ali! Não acrediteis; porque surgirão falsos cristos e falsos profetas… se vos disserem: Eis que ele está no deserto!, não saiais. Ou: Ei-lo no interior da casa!, não acrediteis. Porque, assim como o relâmpago sai do oriente e se mostra até no ocidente, assim há de ser a vinda do Filho do Homem."

## Espírito Santo
O Espírito Santo é o poder de Javé direccionado para cumprir o Seu propósito e revelar o Seu carácter. (Lucas 2:14, João 1:32, Atos 1:8, II Pedro 1:21).

## O Diabo
É um símbolo para o pecado e concupiscências humanas manifestado de várias formas: em indivíduos, na sociedade, política, religião. (Hebreus 2:14 comp. 9:26, 1 Pedro 5:8, 9 comp. Revelação 2:9,10,13, Tiago 1:13-15).

### Satanás
Satanás é uma palavra Hebraica que significa "adversário" e pode ser bom ou mau nas Escrituras do Antigo Testamento. A humanidade é responsável pela maldade no mundo, e Javé é a fonte do bem e da adversidade (Números 22:22, 1 Crónicas 21:1 compare com 2Samuel 24:1, Romanos 5:12, Marcos 7:20-23, Jeremias 17:9, Isaías 45:5-7)

### Demónios
São os deuses míticos da idolatria pagã e não têm existência real. A influência da filosofia Grega no primeiro século era evidente pois muitas doenças e deficiências eram atribuídas à possessão por estes seres mitológicos. É por isso que no Antigo Testamento não se encontra qualquer linguagem desse tipo. (Salmo 106:37, 38, Deuteronómio 32:17, 21, Mateus 12:22 comp. Êxodo 4:11, Mateus 17:15, 16, 18, Juízes 9:23, 1 Samuel 16:14, 23, 18:10, 19:9, 1 Reis 22:23).

## Os Humanos
Os humanos são seres complexos. Muitos das invenções humanas levam à morte multidões de pessoas, desde armas, meios de transporte, guerras. Mesmo nas guerras e outras cenas brutais existem actos de abnegação, heroísmo que ganham o respeito de amigos e inimigos. São capazes de coisas maravilhosas e de coisas horrendas. Os Cristadelfianos acreditam que o relato em Génesis é literal e o homem foi criado do pó da terra e vivificado pelo sopro da vida dado por Deus (Génesis 2:7), tornando-se uma alma vivente. Acreditam também que o homem é mortal e que a única esperança de vida para além da morte é a Ressurreição. Quando o homem morre volta ao pó(Génesis 3:19).

### Alma
A Bíblia nunca fala de "almas imortais". Todos os que morreram estão inconscientes, e a imortalidade é uma dádiva de Deus que será atribuída aos fiéis quando forem julgados por Cristo (Salmo 6:5, Eclesiastes 9:5, Romanos 2:6,7, 16, 2 Coríntios 5:4, 9, 10).

### Inferno
O inferno é a sepultura onde ambos os justos e os injustos dormem na morte. Geena era um vale fora da cidade de Jerusalém onde o lixo era consumido por fogo e vermes. É usado na Bíbla como exemplo da destruição completa dos infiéis. (Isaías 38:17–19, Daniel 12:2, Marcos 9:43–48, Mateus 10:28).

### Céu
Deus nunca prometeu que os justos iriam para o céu, mas que herdarão o Reino de Deus que é também chamado de "Reino dos Céus". Este Reino será dentro em breve estabelecido na terra, a sua capital será Jerusalém em Israel, para que se cumpram as promessas feitas a Abraão, Isaque, Jacó e David (Mateus 6:10, Mateus 8:11, Jeremias 3:14–18).

## A Terra
O planeta terra é a herança eterna dos fiéis. Reinarão com Cristo como reis e sacerdotes, inicialmente por mil anos depois de comparecerem perante o Tribunal de Cristo. (Salmos 37:11, 22, 22, 29, 34, Mateus 5:5, Apocalipse 5:10, Apocalipse 20:6).

### Reino de Deus
Os Cristadelfianos acreditam que Jesus Cristo irá voltar à Terra para estabelecer o Reino de Deus(que é o reino de Israel restabelecido na terra (I Crônicas 28:5, I Crônicas 29:23, Amós 9:8, Atos 1:3, 6, 11, 12, Zacarias 14:1–5, 9, 16) e que este irá suplantar todos os reinos e governos humanos que existem na actualidade. Usam entre outros versículos:
- Daniel 2:44: Mas, nos dias destes reis, o Deus do céu suscitará um reino que não será jamais destruído; este reino não passará a outro povo; esmiuçará e consumirá todos estes reinos, mas ele mesmo subsistirá para sempre." [19]

### Jerusalém será a capital do Reino
Dizem que segundo a Bíblia Jerusalém era a antiga capital do Reino de Deus na terra onde reinaram entre outros o rei David e o rei Salomão seu filho, e que um dia será a capital do Reino de Deus novamente quando Jesus voltar.
Jerusalém será a capital do reino. Jesus quando ensinou aos seus discípulos que não devem jurar disse:
- Mateus 5:34–35: "Eu, porém, vos digo: de modo algum jureis; nem pelo céu, por ser o trono de Deus; nem pela terra, por ser estrado de seus pés; nem por Jerusalém, por ser cidade do grande Rei;"

Jesus reinará desde Sião/Jerusalém, o Trono de David ficava nessa cidade: O anjo Gabriel disse a Maria:
- Lucas 1:32–33: "Este será grande e será chamado Filho do Altíssimo; Deus, o Senhor, lhe dará o trono de Davi, seu pai; ele reinará para sempre sobre a casa de Jacó, e o seu reinado não terá fim."

### Os crentes que forem achados dignos no julgamento reinarão com Jesus
Os cristadelfianos acreditam que os que forem fiéis a Javé um dia serão reis e sacerdotes no Reino Milenar, ajudando Jesus na governação do mundo. Entre outras coisas ensinarão a população mortal que viverá no Reino.
- Lucas 12:32 "Não temais, ó pequenino rebanho; porque vosso Pai se agradou em dar-vos o seu reino."
- Apocalipse 3:21 Ao vencedor, dar-lhe-ei sentar-se comigo no meu trono, assim como também eu venci e me sentei com meu Pai no seu trono."
- Apocalipse 20:6 Bem-aventurado e santo é aquele que tem parte na primeira ressurreição; sobre esses a segunda morte não tem autoridade; pelo contrário, serão sacerdotes de Deus e de Cristo e reinarão com ele os mil anos."

## Dons do Espírito
Os dons do Espírito Santo eram passados pela imposição das mãos dos apóstolos. Estes dons cessaram quando a Bíblia ficou completa no final do primeiro século, e quando a geração dos apóstolos desapareceu. (Actos 8:14-18, 19:6, 2 Timóteo 1:6, Efésios 4:11-14, 1 Coríntios 13:8-13).

## Baptismo
É a total imersão em água para perdão de todos os pecados do passado. Depois deste primeiro passo de obediência, o perdão é obtido através da confissão a Deus através do único mediador Jesus Cristo. (Efésios 4:5, Clossenses 2:12, Romanos 6:3-5, Actos 8:12, 35-40, 22:16, 1 Pedro 3:21, Gálatas 3:27, 29, 1 João 1:9, 2:1, 1 Timóteo 2:5).

## Ceia
Todos os crentes partilham do pão e do vinho uma vez por semana, geralmente no primeiro dia da semana, em memória do sacrifício de Jesus, até que ele volte. (1 Coríntios 10:16, 17, 11:23-26, Actos 20:6, 7). Who are the Christadelphians?

## Sábado
A lei de guardar o sábado foi abolida pela morte de Jesus na cruz (Colossenses 2:16-18, Gálatas 3:13, 4:9, 10, 2 Coríntios 3:6-17 comp. Deuteronómio 4:13, 9:9, 11, Romanos 14:5, 6).

## Retorno dosJudeusàPalestina
O retorno dos Judeus é essencial para que o propósito de Javé seja cumprido. (Isaías 11:11-14, Jeremias 30:3-11, 21, 24, Ezequiel 36:22-24, 33-38, 37:21-23, Amós 9:11-15, Romanos 11:1, 2, 11-29).